# 東那須野村
東那須野村（ひがしなすのむら）は栃木県の北東部、那須郡に属していた村である。

## 地理
- 河川：那珂川

## 歴史
- 1889年（明治22年）4月1日 - 町村制施行により、上厚崎村、下厚崎村、黒磯村、鳥野目村、小結村、豊浦農場、埼玉開墾、那須東原天蚕場、渡辺開墾、共墾社、島方村、大原間村、東小屋村、三本木村、沼野田和村、木曽畑中村、下中野村、上中野村、沓掛村、前弥六村、北弥六村、波立村、中内村、無栗屋村、笹沼村、上郷屋村、鹿野崎村、塩野崎村、北和田村、唐杉村、上大塚新田、山中新田、佐野開墾の区域を以って那須郡東那須野村が成立。
- 1912年（明治45年）4月1日 - 村の一部（上厚崎、下厚崎、黒磯、鳥野目、小結、豊浦、埼玉、東原、渡辺、共墾社）が分立し黒磯町となる。
- 1955年（昭和30年）1月1日 - 黒磯町、高林村、鍋掛村と合併し黒磯町が発足。同日東那須野村廃止。